# Aubrac-Rind

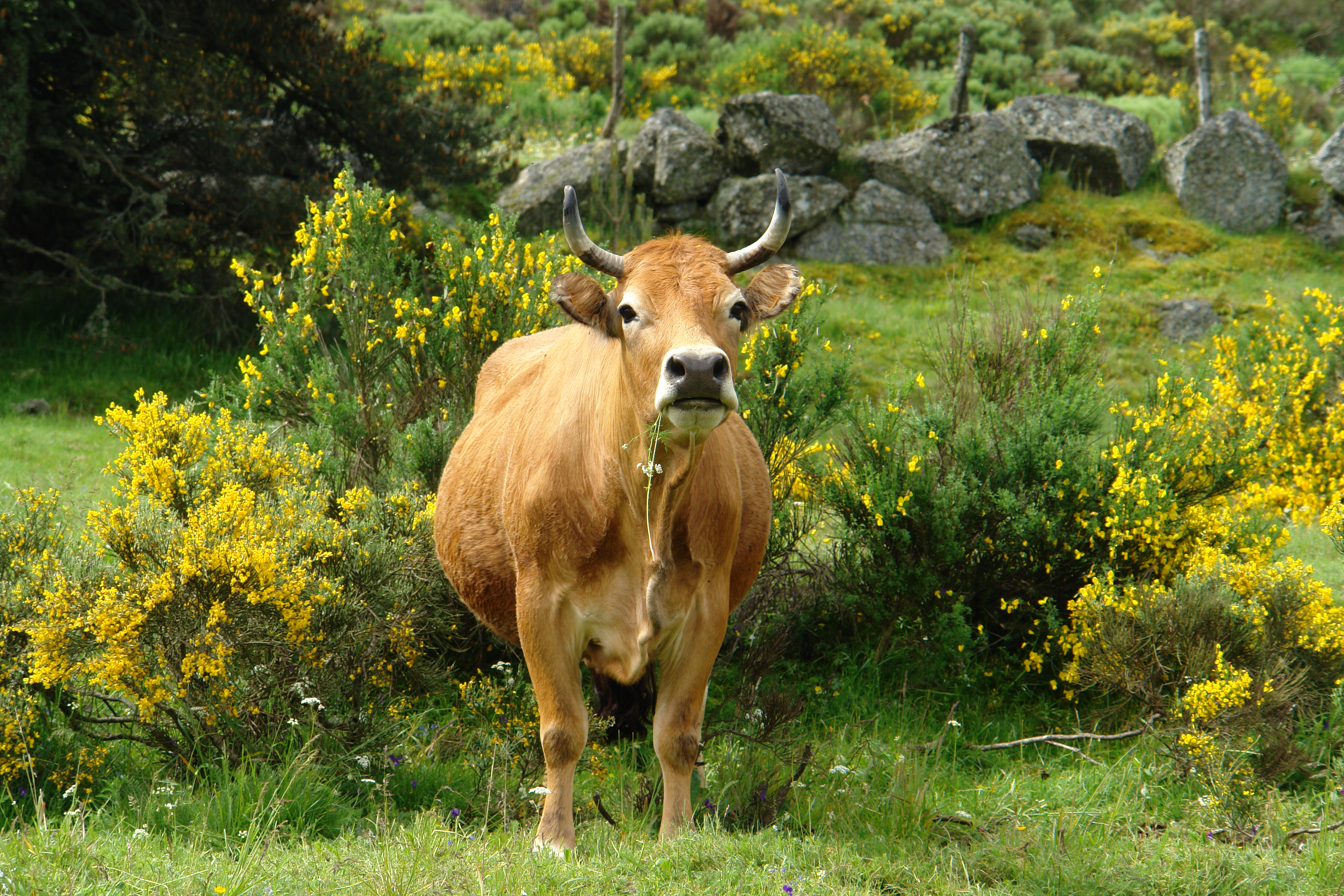
Aubrac-Rind

Das Aubrac-Rind ist eine über 150 Jahre alte robuste Rinderrasse, die aus der Kreuzung von Braunvieh und Maraichine-Rind entstand. Der Name stammt von der Hochfläche des Aubrac im Südosten der Auvergne.

## Geschichte
Das Maraichine-Rind, welches vom Aussterben bedroht ist, ist in der Tiefebene südlich der Loire anzutreffen. Hingegen ist das Braunvieh in den Alpen beheimatet. Ende des 19. Jahrhunderts entdeckte der französische Staat das Aubrac-Rind in der Auvergne im Zentralmassiv und war sich schnell des Wertes dieser Rasse bewusst. Aufgrund der starken staatlichen Förderung waren schnell ca. 10.000 Kühe im Herdbuch eingetragen. Heute sind ca. 30.000 Kühe im französischen Herdbuch eingetragen, der gesamte französische Bestand beläuft sich auf ca. 200.000 Kühe. In Deutschland gibt es ca. 2.500 Kühe, von denen 500 im Herdbuch eingetragen sind.

Aufgrund der seit vielen Jahren durchgeführten Selektion unter extensiven Haltungsbedingungen wurde eine robuste Rasse geprägt, die sich durch eine hohe Widerstandsfähigkeit, Genügsamkeit, Leichtkalbigkeit und Langlebigkeit auszeichnet. Somit ist diese Rasse besonders für die Mutterkuhhaltung geeignet. In Frankreich werden bis zu 60 % der Kühe von Charolais-Bullen gedeckt, da sich die Kühe besonders für die Kreuzung mit schweren Fleischrinderrassen eignen.

## Merkmale

### Körperbau
Mittelrahmiges Rind mit sehr gutem Fundament und festen, schwarzen Klauen. Der Kopf ist länglich und besitzt ein breites Flotzmaul. Die Hörner sind geschwungen und besitzen eine schwarze Spitze. Es zeigt sich eine ausgeprägte Bemuskelung im Rücken und in der Keule. Der Schwanzansatz ist relativ hoch und die Beckenöffnung ist groß. Im Bug sind weibliche Tiere eher spitz.

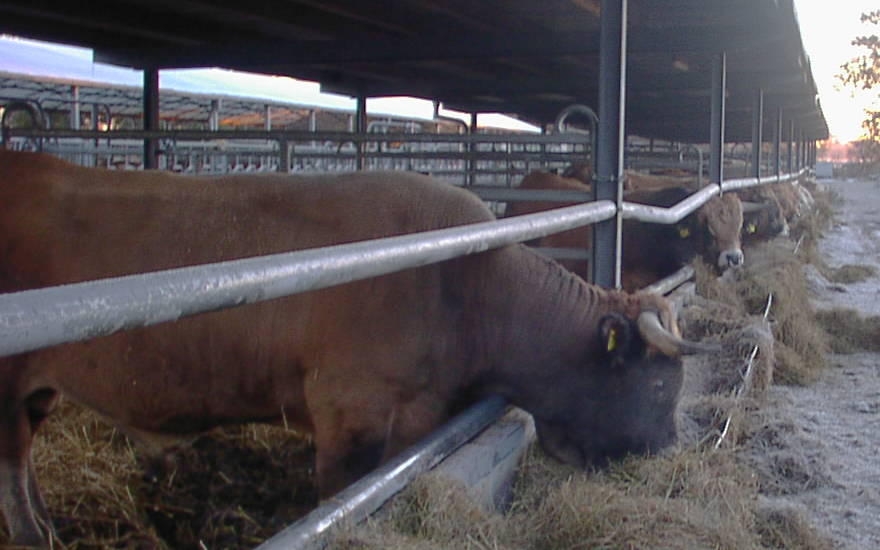
Aubrac-Bullen im Offenstall

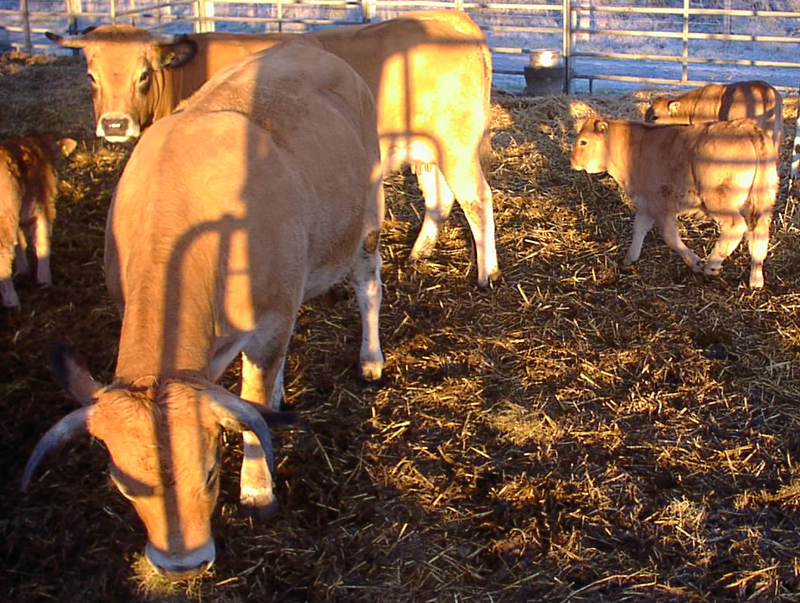
Aubrac-Kühe mit Kälbern

|               | Kühe       | Bullen      |
| Widerrist     | 130 cm     | 138 cm      |
| Gewicht       | 550–750 kg | 850–1100 kg |
| GebGewicht    | ca. 35 kg  | ca. 38 kg   |
| 120-Tage-Gew. | 140 kg     | 154 kg      |
| 210-Tage-Gew. | 228 kg     | 252 kg      |
| 360-Tage-Gew. | 395 kg     | 455 kg      |
| 540-Tage-Gew. | 566 kg     | 650 kg      |

### Farbe

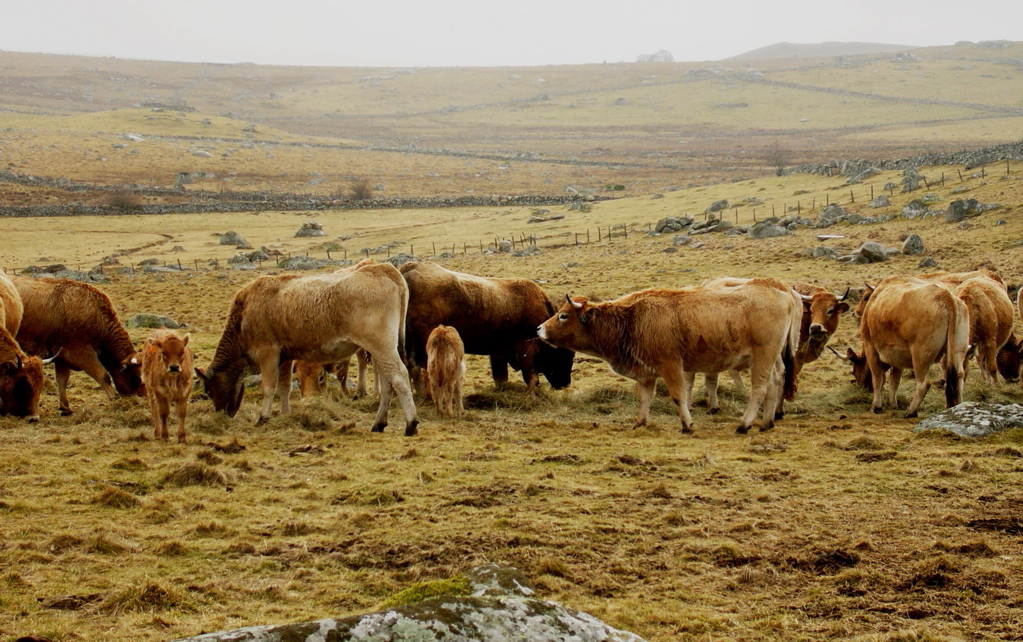
Aubrac-Rinder im Aubrac

Das dichte und kurze Haarkleid ist meist hellbraun, aber auch fahlgelbe bis weizengraue Tiere kommen vor; Beine und Brustfalte sind oft weiß. Männliche Tiere sind in der Halspartie, Bug-/Vorderpartie sowie im unteren Keulenbereich meist dunkler, gelegentlich sogar schwarz. Die Maul- und Augenringe sind weiß mit einer feinen schwarzen Umrandung. Die Schleimhäute sowie die Hornspitzen und Schwanzquaste sind schwarz.

## Produkte

### Milch und Käse
Die Aubrac-Rinder geben nur wenig Milch, die aber dafür recht fetthaltig ist und sich besonders zur Herstellung von Weichkäse (Tome fraîche et fourme de Laguiole) eignet. Das aus gekochten Kartoffeln und Käse hergestellte Aligot ist eine Spezialität der Region.
Die Milchbauern betreiben auf dem Hochplateau des Aubrac eine sommerliche Fernweidewirtschaft. Sie leben dort abgeschieden neben den Tieren in Sennhütten, den sogenannten burons und nennen sich selbst buronniers. Die Unterkünfte sind Steinhäuser aus Basalt, die zur Hälfte in die Erde gegraben werden. Diese Platzierung der Gebäude ermöglicht eine relativ konstante Kühlung der Rohmilch, die hier gelagert und weiterverarbeitet wird.

### Fleisch
Das Fleisch der zumeist ohne Hormone und Antibiotika aufwachsenden Aubrac-Rinder ist eher kurzfaserig und somit zart. Die Freilandhaltung der Tiere sorgt für eine bessere Durchblutung; das Fleisch wird dadurch saftiger und es entstehen keine nennenswerten Bratverluste.

## Film
- 360° – Geo Reportage. Aubrac: Kühe, Käse, Kerle! (Alternativtitel: 360° Géo. Aubrac, des bergers et des moines.) Dokumentarfilm, Deutschland, 2013, 52:27 Min., Buch und Regie: Maja Dielhenn, Produktion: MedienKontor, arte, Geo, Reihe: 360° – Geo Reportage, Folge 375, Erstsendung: 30. November 2013 bei arte, Inhaltsangabe mit Filmausschnitt von Geo; u. a. mit dem Meisterkoch Michel Bras.